# Élisabeth-Paul-Édouard de Rossel
Pour les articles homonymes, voir Rossel.
Élisabeth-Paul-Édouard de Rossel, dit le « chevalier de Rossel », né le 11 septembre 1765 à Sens et mort le 20 novembre 1829 à Paris, est un astronome et contre-amiral français.
Il est, par les documents qu'il rapporte de l'expédition d'Entrecasteaux et par les fonctions qu'il occupe, à son retour d'exil, un personnage important de la communauté scientifique de son époque.

## Biographie
Né en 1765, de Rossel est issu d'une famille aristocratique qui sera ruinée par la Révolution française de 1789. Son père, contre-révolutionnaire notoire, meurt lors de l'expédition de Quiberon en juillet 1795 lors du débarquement appuyé par les Anglais. 

### Carrière militaire et voyages d'exploration
Il entre dans la marine en 1780, alors qu'il n'a que 15 ans. Pendant la guerre d'indépendance des États-Unis d'Amérique, il participe aux campagnes navales dans les Antilles en 1781 et 1782, sous les ordres du vice-amiral le comte de Grasse. Nommé lieutenant de vaisseau, il accompagne une première fois le contre-amiral d'Entrecasteaux lors d'un voyage d'exploration aux Indes Orientales. 

### À la recherche deMonsieur de La Pérouse
D'Entrecasteaux fait à nouveau appel à lui lorsqu'il est chargé par le roi Louis XVI de monter une expédition pour retrouver l'expédition de La Pérouse. Cette expédition a lieu du mois de septembre 1791 à octobre 1795. Il naviguera successivement sur les deux frégates de l'expédition, La Recherche et L'Espérance. En 1792, il est fait chevalier de l'ordre de Saint-Louis. À la mort de d'Entrecasteaux, en juillet 1793, il prend le commandement de L'Espérance, et s'affirme, avec Hesmivy d'Auribeau, comme un des chefs de l'expédition. 
Ayant appris que la Terreur faisait rage en France, les responsables de l'expédition préférèrent se constituer prisonniers auprès des Hollandais, alors en guerre avec la France. Il débarque à Java en 1795 et s'embarque sur un navire hollandais. Capturé par les Anglais, avec le reste de l'expédition d'Entrecasteaux, en septembre 1795, ses convictions royalistes l'amènent à rester en Angleterre et à pratiquer une certaine collaboration passive avec l'ennemi.

### Prisonnier en Angleterre
Son rôle durant cette période reste assez trouble, il communique certaines informations (géographiques, hydrographiques) à l'Amirauté qui les exploite pour son plus grand avantage. Il parvient toutefois à conserver les notes et les divers documents géographiques et hydrographiques de l'expédition.
À son retour en France, de Rossel relate les évènements de ce voyage, dans son ouvrage publié en 1809 sous le titre Voyage de d'Entrecasteaux, envoyé à la recherche de Lapérouse. Celui-ci comporte une importante partie consacrée à l'astronomie nautique et à l'hydrographie. Ce qui lui permet d'intégrer pleinement la communauté scientifique de son époque. 

### Retour en France et reconnaissance de la communauté scientifique
En 1811, il est nommé membre du Bureau des longitudes et de l'Académie des Sciences, section de géographie et de navigation, au sein de l'Institut de France. En 1818, il devient directeur de l'Académie des Sciences. Il entre comme ingénieur hydrographe en chef au Dépôt des cartes et plans de la marine et des colonies, où il gravira successivement tous les échelons hiérarchiques, avant d'en devenir le directeur général en 1827, succédant ainsi à François Étienne de Rosily-Mesros (1748-1832). En 1825, à la suite de l'invention révolutionnaire de la lentille de Fresnel, de Rossel soumet à la Commission des Phares un grand programme d'éclairage des côtes de France, proposant d'entourer le royaume d'une véritable "ceinture lumineuse" de grands phares qui ne laisserait aucun point totalement dans l'ombre. Ce programme sera accepté et totalement achevé dans les années 1850.
À sa mort, il est inhumé, le 22 novembre 1829, au cimetière du Père-Lachaise (13e division) et c'est Charles-François Beautemps-Beaupré, alors ingénieur hydrographe en chef, conservateur du Dépôt de la marine, et membre du Bureau des longitudes, qui prononcera l'éloge funèbre de son ami, compagnon de voyage et supérieur hiérarchique. Le 8 décembre 1994 sa sépulture est reprise et ses restes transportés à l'ossuaire du Père-Lachaise.

## Hommages
L'île de Rossel (Louisiades), a été nommée d'après lui.

## Publications
- Voyage de d'Entrecasteaux envoyé à la recherche de Lapérouse, publié par ordre de sa Majesté l'Empereur et roi, sous le ministère de S.E. le vice-amiral Decrès, comte de l'Empire. Rédigé par M. de Rossel, ancien capitaine de vaisseau, Paris, Imprimerie Impériale, 1807-1808, 2 volumes. Publié en 1809.
- Rapport contenant l'exposition du système adopté par la Commission des phares, pour éclairer les côtes de France, Paris, Imprimerie royale, 1825.
- Mémoire sur l'état et les progrès de la navigation, lu à la séance générale des quatre Académies.
- Traité des calculs de l'astronomie nautique.
- articles dans la Biographie universelle.
- article « Courants » dans le Nouveau dictionnaire d'histoire naturelle.